# The Ghost Who Walks
| Recensione | Giudizio |
| ---------- | -------- |
| AllMusic   | [ 1 ]    |
| BBC        | positivo |
| Spin       | [ 3 ]    |

The Ghost Who Walks è l'album di debutto della cantante britannica Karen Elson, pubblicato il 25 maggio 2010 dalla Third Man Records.

## Il disco
Il titolo dell'album, come dichiarato dalla Elson al DJ Steve Lamacq della BBC, si ispira al soprannome che aveva a scuola per il fatto di essere alta, pallida e un po' spiritata.

## Tracce
Testi e musiche di Karen Elson, eccetto dove diversamente specificato.
1. The Ghost Who Walks – 3:02
2. The Truth Is in the Dirt – 3:57
3. Pretty Babies – 3:25 (Karen Elson, R. Garniez)
4. Lunasa – 3:55 (R. Garniez)
5. 100 Years from Now – 3:13 (Karen Elson, R. Garniez, D. Bojadziev)
6. Stolen Roses – 3:07
7. Cruel Summer – 3:30
8. Garden – 4:21
9. The Birds They Circle – 3:14
10. A Thief at My Door – 3:46
11. The Last Laugh – 3:08
12. Mouths to Feed – 3:48 (Karen Elson, R. Garniez)

## Formazione
Musicisti
- Karen Elson – voce, chitarra
- Jackson Smith – chitarra
- Dean Fertita – chitarra, organo
- Carl Broemel – chitarra steel
- Jack Lawrence – basso
- Olivia Jean – basso
- Daniel Lloyd – basso
- Rachelle Garniez – pianoforte, organo, accordion, cori
- Jack White – batteria
- Marc Fellis – batteria

Tecnici
- Jack White – produttore, missaggio
- Vance Powell – missaggio
- Joshua V. Smith – ingegnere del suono, assistente missaggio
- Andrew Mendelson – mastering

## Classifiche
| Classifica (2010)         | Posizione massima |
| ------------------------- | ----------------- |
| Regno Unito (independent) | 16                |
| Stati Uniti (heatseekers) | 16                |